# Laksyetsa trinotata
Laksyetsa trinotata är en tvåvingeart som beskrevs av Foote 1978. Laksyetsa trinotata ingår i släktet Laksyetsa och familjen borrflugor. Inga underarter finns listade i Catalogue of Life.